# Magnus Brahe (1564-1633)
 For alternative betydninger, se Magnus Brahe. (Se også artikler, som begynder med Magnus Brahe)
Magnus Brahe (født 25. september 1564, død 3. marts 1633) var en svensk greve.
Brahe blev 1590 kammerherre hos Sigismund, men tog 1594 sin afsked og trådte
i hertug Karls tjeneste. 1600 var han medlem af den kommission, der på Linköping rigsdag varetog undersøgelserne mod de fangne rådsherrer.
1599 blev Brahe lagmand i Uppland og Vesternorrland, og 1602 rigsråd samt
rigsmarsk. Også Gustav Adolf viste ham stor tillid og udnævnte ham 1611 til rigsdrost og slog ham 1617 til ridder.